# 毛脉崖爬藤
毛脉崖爬藤（学名：Tetrastigma pubinerve）为葡萄科崖爬藤属的植物。分布于越南、柬埔寨及中国大陆的广东、广西、海南等地，生长于海拔300米至600米的地区，多生于山谷林中及石山坡灌丛。